# (8) Flora
(8) Flora ist ein Asteroid des inneren Hauptgürtels, der am 18. Oktober 1847 vom englischen Astronomen John Russell Hind am George Bishop’s Observatory in London entdeckt wurde.
Der Asteroid wurde benannt nach Flora, der römischen Göttin der Blumen und Gärten, der Frau des Zephyr. Der Name war bereits sechs Tage vor Hinds Entdeckung in einem Brief des britischen Astronomen John Herschel für den nächsten zu entdeckenden Asteroiden vorgeschlagen worden: „Pallas, Juno, Ceres and Vesta, as sober and majestic Duennas will abundantly provide for the respectability of the groupe between Mars and Jupiter, while Astraea, Iris, Hebe, and Flora will attract all eyes and fill all imaginations with sweet and gracefull images (Pallas, Juno, Ceres und Vesta werden als nüchterne und majestätische Duennas reichlich für die Ehrwürdigkeit der Gruppe zwischen Mars und Jupiter sorgen, während Astraea, Iris, Hebe und Flora alle Blicke auf sich ziehen und die Fantasie mit süßen und anmutigen Bildern erfüllen werden).“ Das früher für den Asteroiden verwendete Symbol  war die Rose Englands.
Durch die Auswertung von zahlreichen koordinierten Beobachtungen des Asteroiden (8) Flora auf der Nord- und Südhalbkugel konnte Johann Gottfried Galle 1874 die Astronomische Einheit genauer bestimmen und kam auf einen Wert von 148,33 Mio. km. Diese Angabe lag nur etwa 0,85 % unter dem seit 2012 durch die IAU zu 149,60 Mio. km definierten Wert.

## Wissenschaftliche Auswertung
Mit Daten radiometrischer Beobachtungen im Infraroten am Mauna-Kea-Observatorium auf Hawaiʻi vom April 1973 und am Cerro Tololo Inter-American Observatory in Chile von 1974 wurden für (8) Flora erstmals Werte für den Durchmesser und die Albedo von 161 bzw. 163 km und 0,12 bzw. 0,13 bestimmt. Radarastronomische Untersuchungen am Arecibo-Observatorium vom 4. bis 11. Dezember 1981 bei 2,38 GHz ergaben für den Asteroiden einen effektiven Durchmesser von 138 ± 9 km. Aus Ergebnissen der IRAS Minor Planet Survey (IMPS) wurden 1992 Angaben zu Durchmesser und Albedo für zahlreiche Asteroiden abgeleitet, darunter auch (8) Flora, für die damals Werte von 135,9 km bzw. 0,24 erhalten wurden. Mit hochaufgelösten Aufnahmen mit dem Adaptive Optics (AO)-System am Teleskop II des Keck-Observatoriums auf Hawaiʻi im Infraroten vom 28. Juni und 30. November 2010 konnte ein äquivalenter Durchmesser von 125 ± 10 km abgeleitet werden. Eine Auswertung von Beobachtungen durch das Projekt NEOWISE im nahen Infrarot führte 2011 zu vorläufigen Werten für den Durchmesser und die Albedo im sichtbaren Bereich von 140,0 km bzw. 0,26. Ein Vergleich von Daten, die von 1978 bis 2011 an der Sternwarte Ondřejov in Tschechien und am Table Mountain Observatory in Kalifornien gesammelt wurden, mit den Daten von NEOWISE ergab 2012 Werte für den Durchmesser und die Albedo von 138,8 km bzw. 0,22. Nach neuen Messungen mit NEOWISE wurden die Werte 2014 auf 147,5 km bzw. 0,23 korrigiert. Mit einer Auswertung von vier Sternbedeckungen durch den Asteroiden konnte in einer Untersuchung von 2020 ein mittlerer Durchmesser von 147,0 ± 4,7 km bestimmt werden.
Bei spektroskopischen Untersuchungen am Mauna-Kea-Observatorium vom 11. bis 31. Dezember 1981 konnten von (8) Flora Emissionsspektren gewonnen werden, aus denen das Oberflächenmaterial des Asteroiden charakterisiert wurde: Die Zusammensetzung besteht aus Olivin, Pyroxen und Metall, wobei das Verhältnis von Olivin zu Pyroxen mäßig hoch ist. Der Metallanteil rührt wahrscheinlich von einem metallreichen, grobkörnigen Substrat her, während der Pyroxenanteil entweder reich an eisenhaltigem Orthopyroxen oder an Klinopyroxen ist. Die Zusammensetzung zeigt dabei auch eine Veränderlichkeit über die gesamte Oberfläche des Himmelskörpers hinweg. Bei (8) Flora handelt es sich höchstwahrscheinlich um den Restkern eines stark erhitzten, thermisch entwickelten und magmatisch differenzierten Planetesimals, der später zerstört wurde. Die beobachteten Oberflächenproben stammen aus Schichten, die an und nahe der Kern-Mantel-Grenze im Mutterkörper entstanden sind. Dies könnte auch für die anderen Asteroiden des S-Typs gelten.

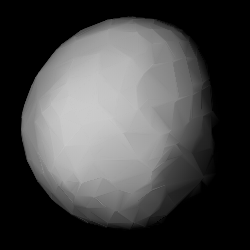
Berechnetes 3D-Modell von (8) Flora

Eine Helligkeitsveränderung von (8) Flora wurde erstmals 1921 von einem Astronomen in Italien entdeckt. Weitere photometrische Beobachtungen des Asteroiden erfolgten im Jahr 1950 in Frankreich sowie am 11. und 12. Februar und am 27. März 1953 am McDonald-Observatorium in Texas. Die aufgezeichneten Lichtkurven waren aber nur kurz oder zeigten wenig Veränderungen und konnten daher nicht weiter ausgewertet werden. Eine erste Abschätzung für die Rotationsperiode zu etwa 13,6 Stunden gelang dann nach Beobachtungen vom 20. Dezember 1955 bis 1. Januar 1956 am gleichen Ort. Dieser Wert schien auch auf Messungen vom 16. und 17. Februar 1969 am Harvard-College-Observatorium in Massachusetts zuzutreffen, allerdings konnte auch eine halb so lange Periode nicht ausgeschlossen werden. Eine weitere Beobachtung vom 19. April 1970 am Kitt-Peak-Nationalobservatorium in Arizona wurde nicht weiter ausgewertet, auch Messungen am 26. Januar und 1. Februar 1979 am Osservatorio Astronomico di Torino in Italien führten nicht zur Ableitung einer Rotationsperiode.
Neue Impulse brachten erst Beobachtungen vom 4. bis 22. Juli 1980 am Table Mountain Observatory. Aus der während sechs Nächten aufgezeichneten Lichtkurve wurde nun eine Rotationsperiode von 12,86 h bestimmt. Während die im Rahmen einer spektroskopischen Beobachtung am Mauna-Kea-Observatorium im Dezember 1981 (siehe oben) aufgezeichneten Lichtkurven des Asteroiden zu keinen neuen Erkenntnissen über die Rotationsperiode führten, ebenso wie die fast zur gleichen Zeit in China registrierten, ergab die Auswertung von Beobachtungen zwischen Juli und Oktober 1984 an vier Observatorien in Großbritannien, Australien und der Schweiz eine signifikant kürzere Periode von 12,790 h, allerdings erschienen hier auch deutlich längere Werte im Bereich 17–19 bzw. >25,6 Stunden als möglich. Auch die Messdaten vom 11. und 13. September 1987 am La-Silla-Observatorium in Chile waren wieder nicht weiter auswertbar.
Aufklärung in die Verwirrung über die Rotationsperiode von (8) Flora brachte dann erst eine umfangreiche Untersuchung im Jahr 1989. Dazu wurden insbesondere die archivierten Daten vom Juli 1980, aber auch neue Beobachtungen vom Mai 1983 am Gila Observatory in Arizona, vom Juni/Juli 1983 sowie vom September und November 1984 am Table Mountain Observatory und vom Oktober/November 1984 am Osservatorio Astronomico di Torino und am Osservatorio Astronomico di Collurania-Teramo in Italien herangezogen. Das Resultat war eindeutig und die Rotationsperiode wurde zu 12,87 h bestimmt. Dieses Ergebnis konnte auch erfolgreich auf alle früheren Daten angewendet werden. Darüber hinaus wurden aus den Daten auch zwei alternative Lösungen für die Position der Rotationsachse mit prograder Rotation sowie die Achsenverhältnisse eines dreiachsig-ellipsoidischen Gestaltmodelles berechnet. Auch die Auswertung von Beobachtungen am 18. April 1986 am Siding-Spring-Observatorium in Australien und vom 11. bis 21. Mai 1993 am La-Silla-Observatorium bestätigten diese Periode mit einem abgeleiteten Wert von 12,87 h.
Mit den von 1953 bis 1993 archivierten Daten aus dem Uppsala Asteroid Photometric Catalogue (UAPC) wurde dann in einer Untersuchung von 2003 erstmals ein dreidimensionales Gestaltmodell des Asteroiden für eine Position der Rotationsachse mit prograder Rotation bestimmt. Für die Rotationsperiode wurde ein Wert von 12,7990 h angenommen, das errechnete Modell erschien ziemlich regelmäßig. Dagegen führten neue photometrische Messungen vom 21. Februar bis 26. April 2009 am Organ Mesa Observatory in New Mexico in der Auswertung wieder zu einer Periode von 12,861 h, so dass mit allen früheren Untersuchungen nun eine übereinstimmende Rotationsperiode von 12,865 h als sicher angesehen werden konnte.

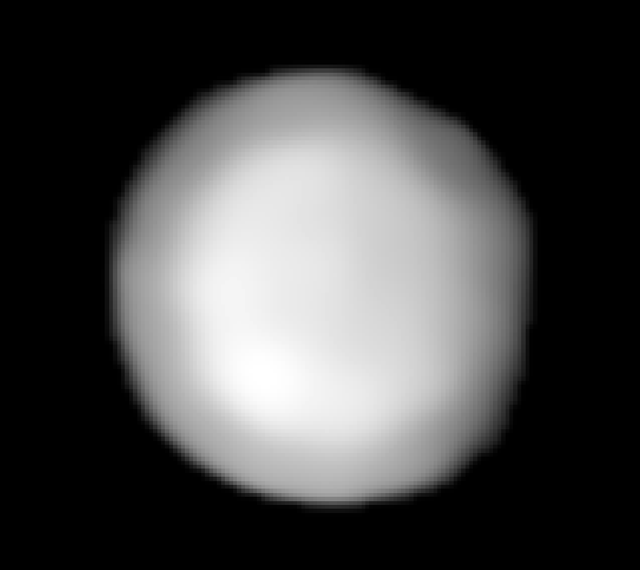
Aufnahme von (8) Flora durch das Very Large Telescope (VLT) am 30. Dezember 2017

Durch die Auswertung von sieben Beobachtungen einer Sternbedeckung durch den Asteroiden am 29. Oktober 2004 konnte in einer Untersuchung von 2011 aus zwei alternativen Rotationsachsen keine ausgeschlossen werden. Für die bevorzugte Lösung wurde aber ein mittlerer Durchmesser von 140 ± 7 km bestimmt. Mit dem neuen Algorithmus All-Data Asteroid Modeling (ADAM) wurde dann 2017 wieder ein Gestaltmodell erstellt, das alle verfügbaren photometrischen Daten in Verbindung mit hochaufgelösten Infrarot-Aufnahmen des Teleskops II am Keck-Observatorium aus den Jahren 2009 und 2010 (siehe oben) sowie den Beobachtungen der Sternbedeckung vom Oktober 2004 gut reproduziert. Für die Rotationsachse wurde eine verbesserte Position mit retrograder Rotation (mit geringer Neigung zur Ebene der Ekliptik) bestimmt und die Periode zu 12,86667 h berechnet. Für die Größe wurde ein volumenäquivalenter Durchmesser von 140 ± 4 km abgeleitet.
Abschätzungen von Masse und Dichte für den Asteroiden (8) Flora aufgrund von gravitativen Beeinflussungen auf Testkörper hatten in einer Untersuchung von 2012 zu einer Masse von etwa 9,17·1018 kg geführt. Dieses Ergebnis wurde aber wegen der daraus resultierenden hohen Dichte als nicht realistisch erachtet. Eine weitere Untersuchung von 2017 bestimmte die Masse des Asteroiden aber ebenfalls zu etwa 10,0·1018 kg mit einer Unsicherheit von ±10 %. Ein umfangreiches Programm der Europäischen Südsternwarte (ESO) zielte darauf ab, die 3D-Form und damit die Dichte von großen Hauptgürtel-Asteroiden zu ermitteln, um ihre Entstehung und Entwicklung besser zu belegen. Es wurden dazu mit dem adaptiven Optikinstrument SPHERE des Very Large Telescope (VLT) am Paranal-Observatorium in Chile hochauflösende Bilder von 42 großen (D > 100 km) Hauptgürtel-Asteroiden aufgenommen, darunter auch (8) Flora. Neben hochaufgelösten Bildern des Asteroiden konnten in der finalen Auswertung 2022 unter anderem folgende Daten erfasst werden:
- Mittlerer Durchmesser 146 ± 2 km
- Abmessungen in drei Achsen (154 × 148 × 127) km
- Masse 4,0·1018 kg
- Dichte 2,4 g/cm³
- Albedo 0,22
- Rotationsperiode 12,86667 h
- Position der Rotationsachse nahezu in der Ebene der Ekliptik gelegen

Neue Auswertungen von Gaia DR3-Daten der Begegnung von (8) Flora mit einem kleinen Asteroiden bestätigten in einer Untersuchung von 2023 die niedrigen Werte für ihre Masse und Dichte mit Werten von 4,61·1018 kg bzw. 2,83 g/cm³.

## Flora-Familie
(8) Flora ist namensgebendes und größtes Mitglied einer Asteroidenfamilie mit ähnlichen Bahneigenschaften, wie eine Große Halbachse von 2,17–2,42 AE, eine Exzentrizität von 0,11–0,17 und eine Bahnneigung von 3,0°–7,1°. Taxonomisch handelt es sich um Asteroiden der Spektralklassen S, C und L, die mittlere Albedo liegt bei 0,23. Der Flora-Familie wurden im Jahr 2019 fast 13.000 Mitglieder zugerechnet. In derselben Region des Hauptgürtels existieren zahlreiche weitere Asteroidenfamilien (z. B. die Vesta- und Baptistina-Familien und der Nysa-Polana-Komplex, die sich teilweise mit der Flora-Familie überlappen. Obwohl frühere Analysen annahmen, dass die Flora-Familie möglicherweise nicht nur aus einer einfachen Kollision hervorging, ergab eine neue Untersuchung von 2014, dass sie durch ein einzelnes Ereignis vor etwa 950 ± 200 Mio. Jahren entstand.